# Királyrét (Románia)
Királyrét, román nyelven Crairât, település Romániában, Erdélyben, Kolozs megyében.

## Fekvése
Tordától északra fekvő település.

## Története
Nevét 1913-ban Királyrét néven említették, mint Ploszkos tartozékát. 1956 előtt Torda része volt. 1956-ban vált külön településsé 619 román lakossal. 1966-ban 567 lakosából 562 román, 5 magyar, 1977-ben 281 lakosából 280 román, 1 magyar, 1992-ben pedig 116 román lakosa volt.